# Wudra
Die Wudra ist ein Flutgraben in der Oberlausitz, der auf rund 5 km Länge parallel zur Schwarzen Elster verläuft.

## Verlauf
Bei einer Wehranlage bei Brischko wird die kanalisierte Schwarze Elster geteilt. In nördliche Richtung fließt sie als Wudra weiter und nach Westen zweigt ein kleiner Teil des Wassers in das alte Bett der Schwarzen Elster ab. Kurz hinter der Wehranlage mündet von rechts das Doberschützer Wasser in die Wudra. Nach rund 5 km mündet die Wudra bei Spohla linksseitig in das Hoyerswerdaer Schwarzwasser, das kurze Zeit später seinerseits in die Schwarze Elster mündet.
Vor der Regulierung von Schwarzer Elster und Schwarzwasser war der Wudra-Graben (von sorbisch wudra, „Fischotter“) ein schmales, mäandrierendes Gewässer, das direkt an der heutigen Schwarzwassermündung in die Elster mündete, während sich die eigentliche Schwarzwassermündung weiter nördlich auf Höhe des heutigen Johanneums in der Hoyerswerdaer Innenstadt befand.
Der Ausbau erfolgte im Jahre 1937 durch den Reichsarbeitsdienst.

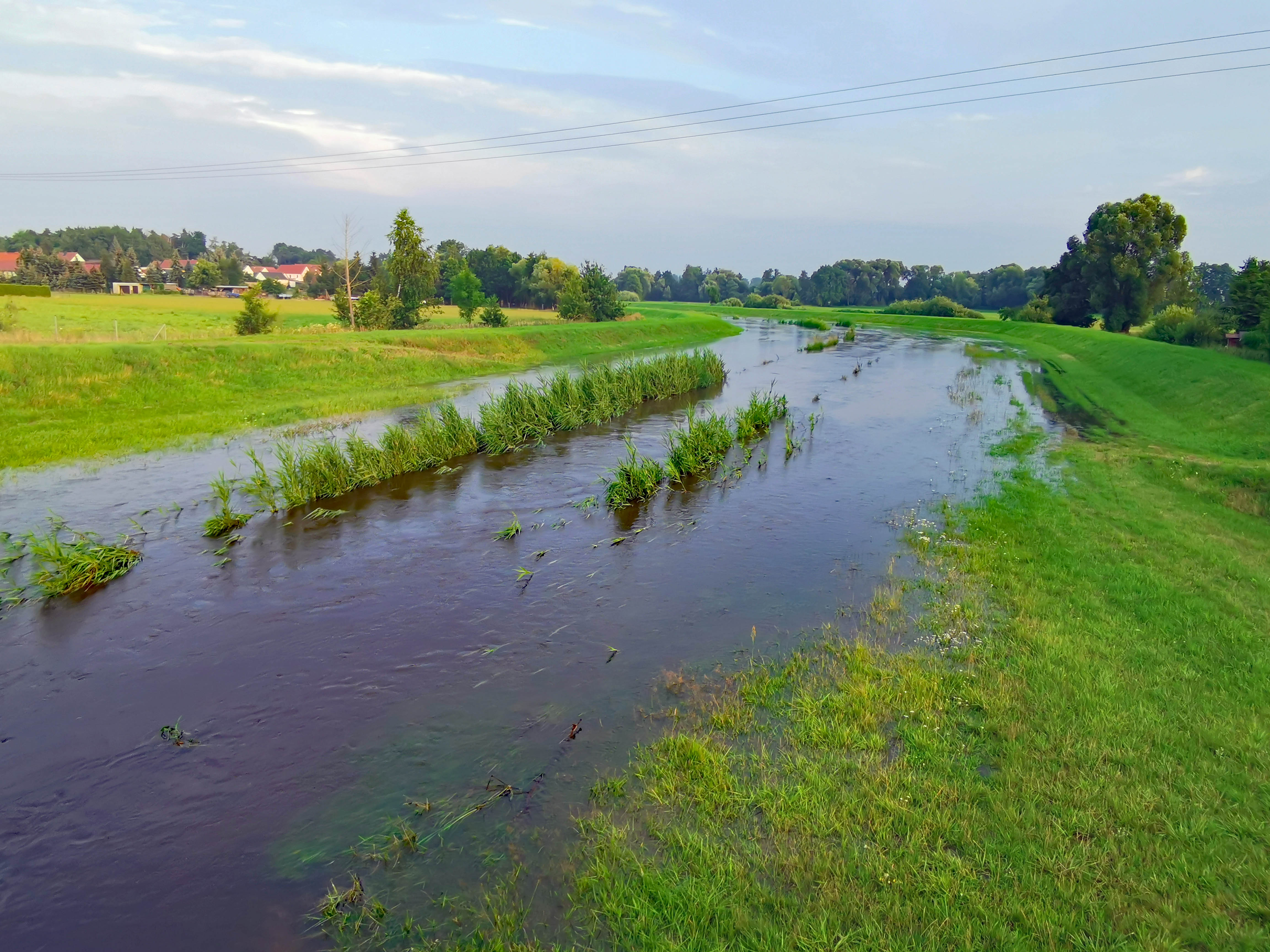
Wudra beim Hochwasser der Schwarzen Elster im Juli 2021
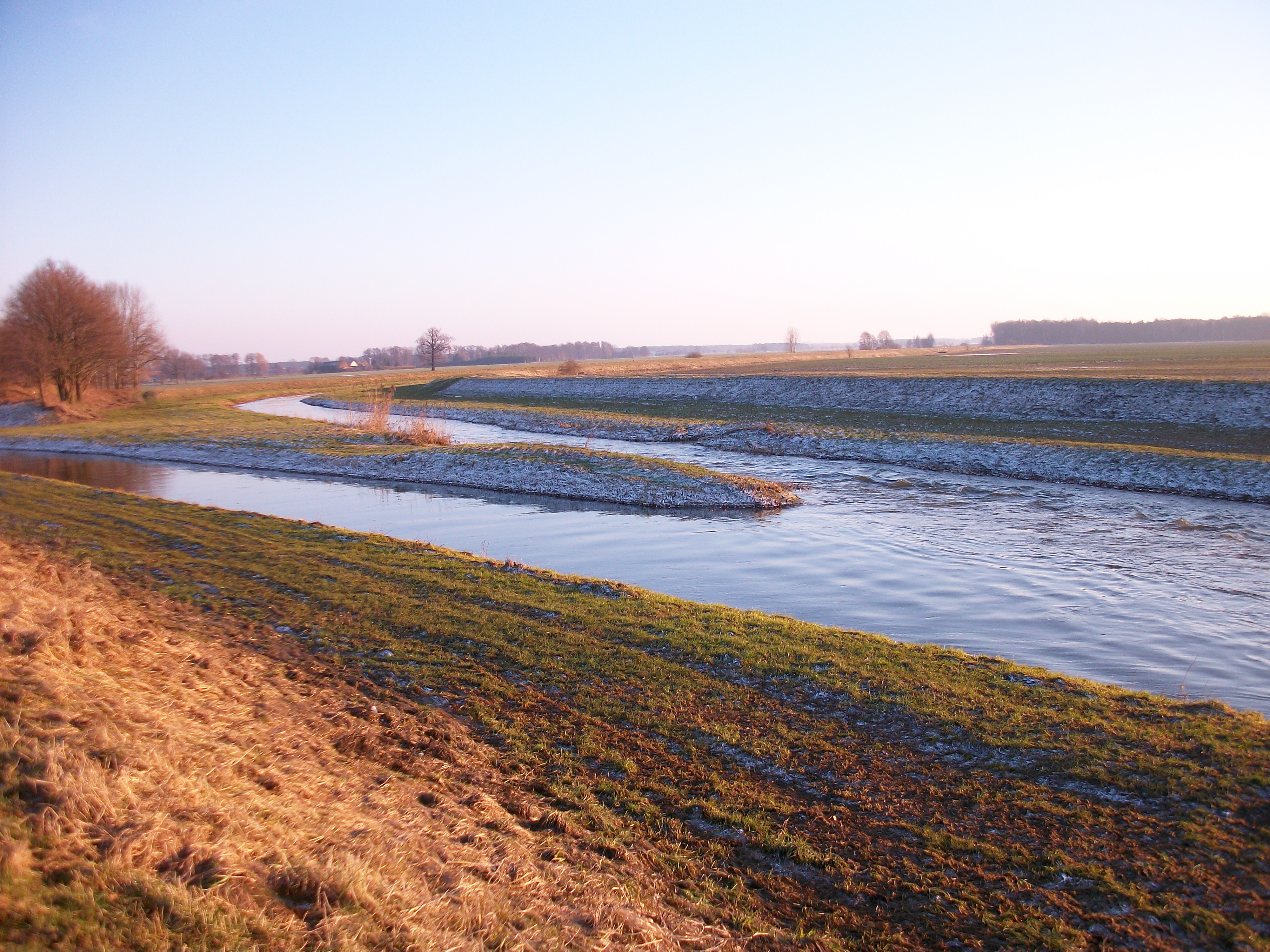
Zusammenfluss von Schwarzwasser (links) und Wudra (rechts)